# Podemos Perú
Podemos Perú (en français : Nous pouvons Pérou), PP, est un parti politique péruvien de droite, libéral et conservateur, fondé en 2018 par l'homme d'affaires José Luna,.
Il arrive deuxième en termes de suffrages aux législatives de janvier 2020, où il obtient onze sièges au Congrès de la République. Mais à l'issue du scrutin de 2021, il n'en conserve plus que cinq.

## Résultats

### Élections législatives
| Année | Voix      | %    | Rang | Élus     |
| ----- | --------- | ---- | ---- | -------- |
| 2020  | 1 240 716 | 8,38 | 2e   | 11 / 130 |
| 2021  | 750 262   | 5,83 | 9e   | 5 / 130  |